# Hei mao jingzhang zhi feicui zhi xing
Hei mao jingzhang zhi feicui zhi xing (xinès simplificat: 黑猫警长之翡翠之星, pinyin: Hēi māo jǐng zhǎng zhī fěicuì zhī xīng, literalment 'El cap de policia Gat Negre i l'estrela de jade' anglès: 'Mr. Black: Green Star') és una pel·lícula d'animació xinesa de 2015, que serveix de seqüela de la sèrie Black Cat Detective, dirigida per Sheng Jun, escrita per Li Yu i amb les veus de Zhao Lu, Wu Tianhao, Cheng Yuzhu, Lin Zijie i altres. Esta pel·lícula va ser produïda per Shanghai Art Film Studio i distribuïda per Shanghai Film (Group) Co., Ltd. La pel·lícula explica la història de l'antagonista de la saga, One Ear, que s'escapa de la presó i planeja amb un gran simi amb superpoders utilitzar una nau aeroespacial voladora anomenada "Emerald Star" per tal de continuar amb els seus plans malèvols.
La pel·lícula té una versió en mandarí estàndard i una versió en Wu de Shanghai, i es va estrenar el 7 d'agost de 2015, mentre que la versió de Shanghai es va estrenar a les principals sales de Shanghai el 10 d'agost. És la primera pel·lícula d'animació de la història doblada al huyu.

## Banda sonora
El tema principal i la cançó final de la pel·lícula són Black Cat Detective, amb la primera cantada per Shen Xiaocen i la segona cantada per Hu Yanbin. Per tal de reinterpretar la melodia clàssica, l'equip de filmació va convidar especialment a Shen Xiaocen a tornar a la Xina per cantar de nou el tema principal de la pel·lícula, a més, Hu Yanbin feu una reinterpretació del tema i la va cantar amb un estil punk rock com a tema final.

## Producció i distribució
El 16 de juny de 2015, Shanghai Film Studio va declarar en una conferència de premsa celebrada al Festival de Cinema de Shanghai que per evocar els records de la infància dels xinesos, la pel·lícula no utilitzava tecnologia 3D i continuava utilitzant l'estil pintat a mà de la dècada del 1980.
El 16 d'agost de 2015, la taquilla acumulada de la pel·lícula era de 57,59 milions de RMB  i la taquilla el primer dia d'estrena va ser de 9,027 milions de RMB.

## Crítica
El mitjà oficial de la Xina continental, Xinhuanet, va comentar que el retorn del personatge no només crea una oportunitat perquè els adults tornen a la seua infància, sinó que també aporta un model de conducta positiu per als infants, convertint-se així en un pont de comunicació intergeneracional. Així doncs, es destacà el paper de la pel·lícula a l'hora d'unir majors i xiquets, acostant els interessos de diferents generacions.